# سام ماتيكين
سام ماتيكين (مواليد 15 مارس 1958) هو سياسي ورجل أعمال من ليسوتو يشغل منصب رئيس وزراء ليسوتو منذ 28 أكتوبر 2022.